# 小行星1692
小行星1692（1692 Subbotina）是一颗围绕太阳公转的小行星。1936年8月16日，格利果利·N·諾伊明在克里米亚发现了此天体。
該小行星以蘇聯數學家和天文學家米哈伊爾·蘇博京命名。
这颗小行星的绝对星等为112.5702206827222等。